# Septemserolis septemcarinata
Septemserolis septemcarinata är en kräftdjursart som först beskrevs av Edward John Miers 1875.
Septemserolis septemcarinata ingår i släktet Septemserolis och familjen Serolidae. Inga underarter finns listade i Catalogue of Life.